# Harju JK Laagri
Harju JK är en fotbollsklubb från Laagri i Estland.

## Placering tidigare säsonger
| Säsong | Nivå | Liga         | Pos. | Referens | Kommentar |
| ------ | ---- | ------------ | ---- | -------- | --------- |
| 2022   | 2    | Esiliiga     | 1    | [ 1 ]    |           |
| 2023   | 1    | Meistriliiga | 10   | [ 2 ]    |           |
| 2024   | 2    | Esiliiga     | 1    | [ 3 ]    |           |
| 2025   | 1    | Meistriliiga |      | [ 4 ]    |           |

## Färger
| HARJU JK | HARJU JK |

### Dräktsponsor
- 20??– Adidas

### Trikåer
| Hemmakit | Bortaställ | Tredjeställ |

| Hemmakit | Bortaställ | Tredjeställ |